# Karim Ouchikh
Karim Ouchikh, né le 13 mars 1965 à Saint-Maurice (Val-de-Marne), est un avocat et homme politique français.
Élu vice-président du RIF en 2008, il participe en 2011 à la fondation du SIEL, dont il est le président depuis 2014 et qui gravite autour du Front national jusqu'en 2016. Il se rallie à Éric Zemmour pour l'élection présidentielle de 2022.

## Biographie

### Formation
D'origine algérienne (Kabylie), Karim Ouchikh naît au sein d'une famille modeste, installée en France depuis les années 1960. Son père est fraiseur et sa mère femme de ménage. Il grandit dans une cité HLM de la banlieue de Gonesse, où la gauche réalise des scores importants. 
En 1990, il est enregistré auprès de l’ordre des avocats de Paris et fait partie des avocats défendant les victimes de l'accident du Concorde à Gonesse en 2000.

### Débuts à gauche
En 1995, il entre au Parti socialiste et devient membre de l'équipe municipale du député-maire Jean-Pierre Blazy. En désaccord avec la gauche sur les questions européennes et sociales, il quitte le PS au milieu des années 2000, après avoir soutenu lors du congrès de 2005 la motion Pour une alternative de gauche.

### Évolution à l'extrême droite

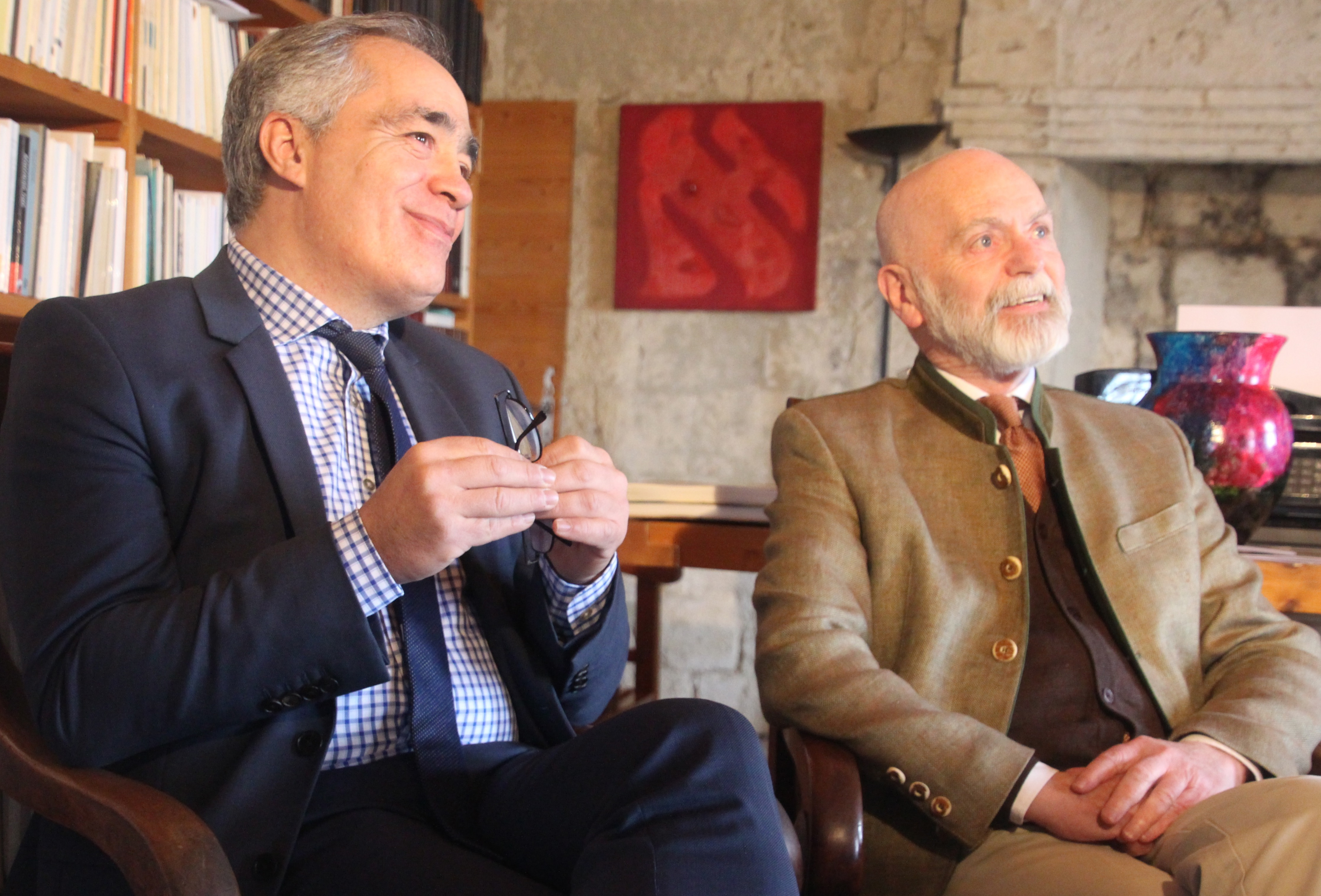
Karim Ouchikh et Renaud Camus, en 2019.

En 2008, il rejoint le Rassemblement pour l'indépendance et la souveraineté de la France (RIF), dont il devient le vice-président, puis participe à la création du parti Souveraineté, identité et libertés en 2011. Après la démission de Paul-Marie Coûteaux en 2014, il est élu président par intérim du SIEL. Enfin, le 25 octobre, un nouveau congrès l'élit comme nouveau président. Il est administrateur du Rassemblement bleu Marine et conseiller à la culture de la présidente du Front national. 
Lors des élections régionales de 2015, il est élu sur la liste du Front national conduite par Wallerand de Saint-Just en Île-de-France. En vue de l'élection présidentielle de 2017, il « soutient la candidature de Marine Le Pen tout en regardant avec bienveillance celle de Renaud Camus », et soutient également Jean-Frédéric Poisson, président du Parti chrétien-démocrate, à la primaire présidentielle des Républicains. Toutefois, dénonçant « la volonté hégémonique de Florian Philippot », le SIEL met fin à son alliance avec le FN au sein du Rassemblement bleu Marine en novembre 2016,.
Il est notamment conseiller municipal et d'agglomération de Gonesse et conseiller régional d'Île-de-France. Le tribunal administratif de Cergy-Pontoise invalide ses comptes de campagne municipale le 27 octobre 2014 pour justification tardive de certaines factures. Le Conseil d'État invalide cette décision en décembre 2016, permettant ainsi le remboursement de ses frais de campagne. En 2017, il est candidat dans la neuvième circonscription du Val-d'Oise. Il finit 13e avec 0,7 % des voix.
Le 9 novembre 2017, depuis Colombey-les-Deux-Églises, il annonce, avec Renaud Camus, la fondation du Conseil national de la résistance européenne.

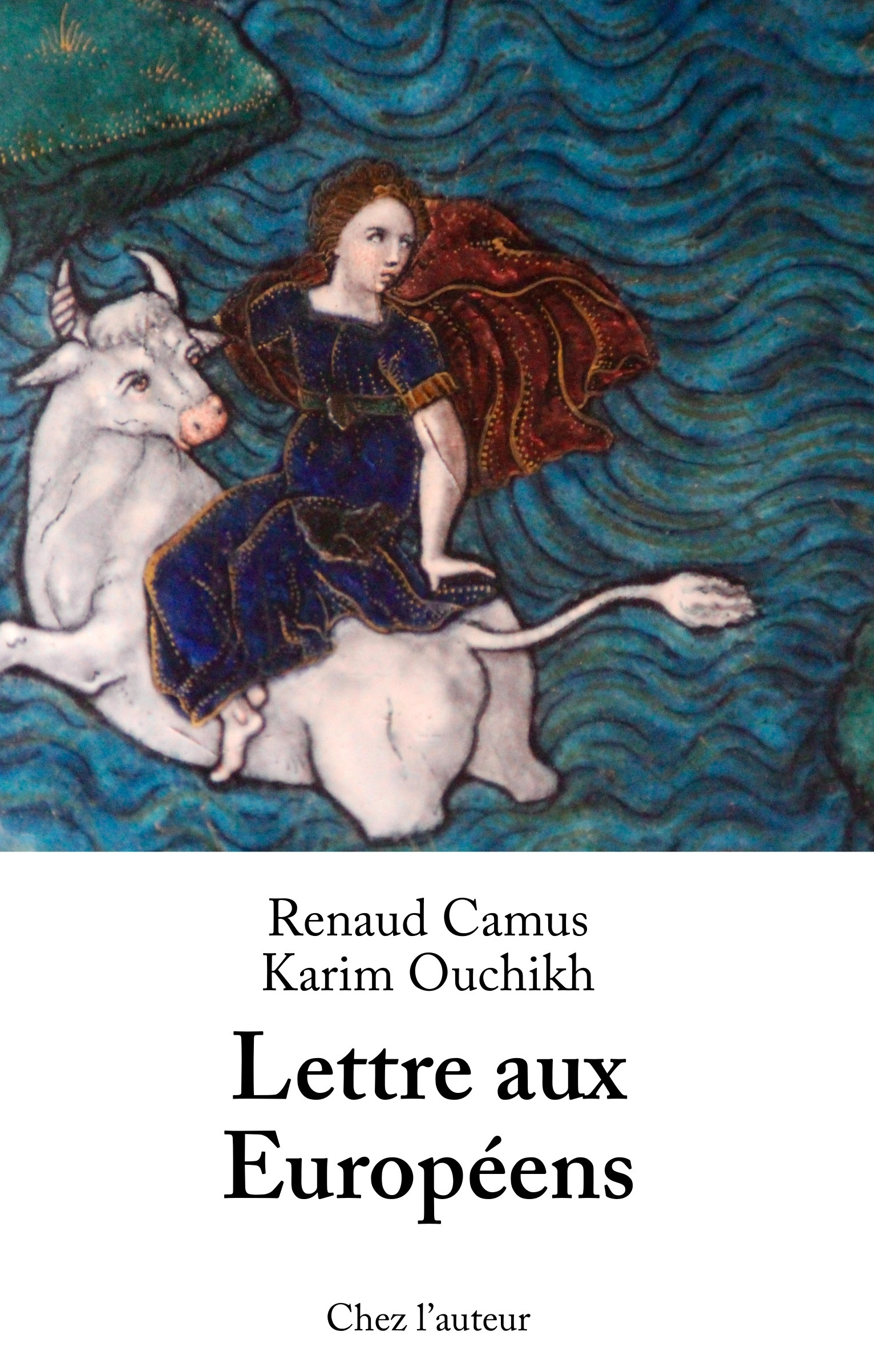
Couverture de Lettre aux Européens (2019).

Pour les élections européennes de 2019, Karim Ouchikh fonde la liste « La Ligne claire », conjointement avec Renaud Camus. À cette occasion, les deux hommes publient une Lettre aux Européens, dans laquelle ils font cent une propositions, qu'ils résument ainsi : « L'Europe, il ne faut pas en sortir, il faut en sortir l'Afrique. Jamais une occupation n'a pris fin sans le départ de l'occupant. Jamais une colonisation ne s'est achevée sans le retrait des colonisateurs et des colons. La Ligne claire, [...] c'est celle qui mène du ferme constat du grand remplacement [...] à l'exigence de la remigration ». En raison de la diffusion d'une photo où apparaît une membre de la liste La Ligne claire devant une croix gammée, Renaud Camus annonce qu'il retire son soutien à cette liste, sans qu'il soit possible de la retirer formellement. Karim Ouchickh continue quant à lui de faire campagne pour La Ligne claire, qui obtient finalement 1 578 voix en France, soit 0,01 % des suffrages exprimés, sans avoir mis à disposition des bulletins dans les bureaux de vote.

### Convictions religieuses
Membre d'une famille musulmane peu pratiquante, il se convertit au catholicisme sous le pontificat du pape Jean-Paul II, après avoir été touché par la foi des participants aux Journées mondiales de la jeunesse, en 1997. Baptisé par le père Philippe Dorizon, il reçoit ensuite la confirmation de Mgr Jean-Yves Riocreux. Il affirme avoir acquis durant son catéchuménat « un indispensable enseignement spirituel » mais aussi avoir découvert « une civilisation chrétienne dont [il] ne soupçonnait que très peu auparavant la richesse infinie ».
En septembre 2016, il fonde l'association SOS-Églises de France, destinée à lutter pour la défense du patrimoine chrétien de la France.

## Ouvrage
- Avec Renaud Camus, Lettre aux Européens : entée de cent une propositions, Plieux, chez l'auteur, 2019, 113 p. (ISBN 979-10-91681-59-9).